# Melodi Grand Prix 2017
Der 55. Melodi Grand Prix 2017 fand am 11. März 2017 statt und war der norwegische Vorentscheid für den Eurovision Song Contest 2017 in Kiew. Jowst gewann zusammen mit dem Sänger Aleksander Walmann und ihrem Titel Grab the Moment und vertraten Norwegen in Kiew.

## Format
Die Show besteht aus einer Sendung. Dabei wird 2017 die internationale Jury wieder eingeführt, die Norwegen schon zwei Siege bringen konnte. 50 % setzen sich aus den Stimmen der internationalen Jurys und die anderen 50 % vom Zuschauervotum zusammen. Die insgesamt zehn internationalen Jurys aus Armenien, Deutschland, Finnland, Irland, Israel, Malta, Österreich, Schweden, Ungarn und dem Vereinigten Königreich präsentierten in der ersten Abstimmungsrunde, nachdem alle 10 aufgetreten waren, ihre Ergebnisse von den Punkten 1–7, 8, 10 und 12. Die vier Beiträge, die nun die meisten Stimmen von den internationalen Jurys erhalten haben, werden nun erneut in der zweiten Runde (Goldfinale) antreten. Die anderen sechs Beiträge schieden aus. Nachdem diese vier ihren Song zum zweiten Mal präsentiert haben, waren nun nur die Zuschauer in Norwegen in der insgesamt letzten Abstimmungsrunde berechtigt, für ihren Favoriten abzustimmen. Der Beitrag mit den meisten Stimmen, von diesen vieren, wird schlussendlich der Gewinner sein und Norwegen beim Eurovision Song Contest 2017 präsentieren.

## Teilnehmer
Zwischen dem 9. Juni 2016 und dem 11. September 2016 konnten Komponisten ihre Lieder einreichen. Es durften norwegische sowie ausländische Komponisten Beiträge einreicht werden. Die letztendlich zehn intern ausgewählten Beiträge wurden am 7. Februar 2017 präsentiert.

## Finale
Das Finale fand am 11. März 2017 im Oslo Spektrum in Oslo statt. Dort traten zehn Lieder gegeneinander an. Die vier bestplatzierten Länder qualifizierten sich für das Goldfinale. Sie sind hier hellgrün unterlegt.
| Startnr. | Interpret                      | Lied Musik (M) und Text (T)                                                                           | Sprache           | Übersetzung (inoffiziell)              |
| -------- | ------------------------------ | --- | ----------------- | -------------------------------------- |
| 01       | Ulrikke                        | Places M/T: Ulrikke Brandstorp, Tony Alexander Skjevik                                                | Englisch          | Plätze                                 |
| 02       | Jenny Augusta                  | I Go Where You Go M: Jenny Augusta Enge; T: Jenny Augusta Enge, Inga Þyri Þórðardóttir                | Englisch          | Ich gehe dahin, wo du gehst            |
| 03       | Rune Rudberg Band              | Run Run Away M/T: Peter Danielson, Åsa Larsson, Mats Larsson                                          | Englisch          | Renn, renn weg                         |
| 04       | Jowst feat. Aleksander Walmann | Grab the Moment M: Joakim With Steen; T: Jonas McDonnell                                              | Englisch          | Greife den Moment                      |
| 05       | Kristian Valen                 | You & I M/T: Kristian Valen                                                                           | Englisch          | Du und ich                             |
| 06       | In Fusion                      | Nothing Ever Knocked Us Over M/T: Gustav Eurén, Danne Attlerud, Niklas Arn, Ulrik Eurén, Cissi Kallin | Englisch          | Nichts wird uns jemals rausschmeißen   |
| 07       | Amina Sewali                   | Mesterverk M/T: Amina Sewali                                                                          | Norwegisch        | Meisterwerk                            |
| 08       | Ammunition                     | Wrecking Crew M/T: Åge Sten Nilsen, Erik Mårtensson                                                   | Englisch          | Zerstörende Crew                       |
| 09       | Elin & The Woods               | First Step in Faith (Oadjebasvuhtii) M/T: Robin Lynch, Elin Kåven                                     | Englisch, Samisch | Erster Schritt im Glauben (Sicherheit) |
| 010      | Ella                           | Mama’s Boy M/T: Per Kristian Ottestad, Ida Maria                                                      | Englisch          | Mamas Junge                            |

### Juryvoting
Die Juryvoting machte 50 % des endgültigen Ergebnis aus. Insgesamt stimmten zehn europäische Länder ab und mussten sich für ein Lied entscheiden.
| Startnr. | Lied                                 | IE     | AM       | FI       | SE       | IL     | DE          | AT         | HU     | MT    | UK                     | Gesamt |
| --- | ------------------------------------ | ------ | -------- | -------- | -------- | ------ | ----------- | ---------- | ------ | ----- | ---------------------- | ------ |
| 01 | Places                               | Irland | Armenien |          |          |        | Deutschland |            |        |       |                        | 3      |
| 02 | I Go Where You Go                    |        |          |          |          |        |             |            |        |       |                        |        |
| 03 | Run Run Away                         |        |          |          |          |        |             |            |        |       |                        |        |
| 04 | Grab the Moment                      |        |          |          | Schweden | Israel |             |            | Ungarn | Malta |                        | 4      |
| 05 | You & I                              |        |          |          |          |        |             |            |        |       |                        |        |
| 06 | Nothing Ever Knocked Us Over         |        |          |          |          |        |             |            |        |       |                        |        |
| 07 | Mesterverk                           |        |          |          |          |        |             |            |        |       |                        |        |
| 08 | Wrecking Crew                        |        |          | Finnland |          |        |             | Osterreich |        |       |                        | 2      |
| 09 | First Step in Faith (Oadjebasvuhtii) |        |          |          |          |        |             |            |        |       |                        |        |
| 10 | Mama’s Boy                           |        |          |          |          |        |             |            |        |       | Vereinigtes Konigreich | 1      |
| Jury-Punktesprecher                                                                                                 |                                      |        |          |          |          |        |             |            |        |       |                        |        |
| - – Johnny Logan - – Terhi Norvasto - – Alon Amir - – Carola Conze - – Gábor Alfréd Fehérvári - – William Lee Adams |                                      |        |          |          |          |        |             |            |        |       |                        |        |

 Kandidat hat sich für das Goldfinale qualifiziert.

### Goldfinale
Im Goldfinale stimmte ausschließlich das Publikum ab. Jowst und der Sänger Aleksander Walmann gewannen das Goldfinale mit 46.064 Stimmen.
| Platz | Startnr. | Interpret                      | Lied Musik (M) und Text (T)                                       | Zuschauerstimmen (SMS) | Zuschauerstimmen (SMS) |
| Platz | Startnr. | Interpret                      | Lied Musik (M) und Text (T)                                       | Stimmen                | %                      |
| ----- | -------- | ------------------------------ | ----------------------------------------------------------------- | ---------------------- | ---------------------- |
| 1.    | 1        | JOWST feat. Aleksander Walmann | Grab the Moment M: Joakim With Steen; T: Jonas McDonnell          | 46.064                 | 36,14 %                |
| 2.    | 4        | Ammunition                     | Wrecking Crew M/T: Åge Sten Nilsen, Erik Mårtensson               | 40.128                 | 31,49 %                |
| 3.    | 3        | Elin & The Woods               | First Step in Faith (Oadjebasvuhtii) M/T: Robin Lynch, Elin Kåven | 28.591                 | 22,43 %                |
| 4.    | 2        | Ulrikke                        | Places M/T: Ulrikke Brandstorp, Tony Alexander Skjevik            | 12.662                 | 09,94 %                |